# John Broda
John Broda (* 18. Juli 2001 in Weißwasser/Oberlausitz) ist ein deutscher Eishockeyspieler, der seit Juli 2025 bei den Lausitzer Füchsen aus der DEL2 unter Vertrag steht und dort auf der Position des Stürmers spielt. Zuvor war Broda unter anderem für die Nürnberg Ice Tigers und Iserlohn Roosters in der Deutschen Eishockey Liga (DEL) aktiv.

## Karriere

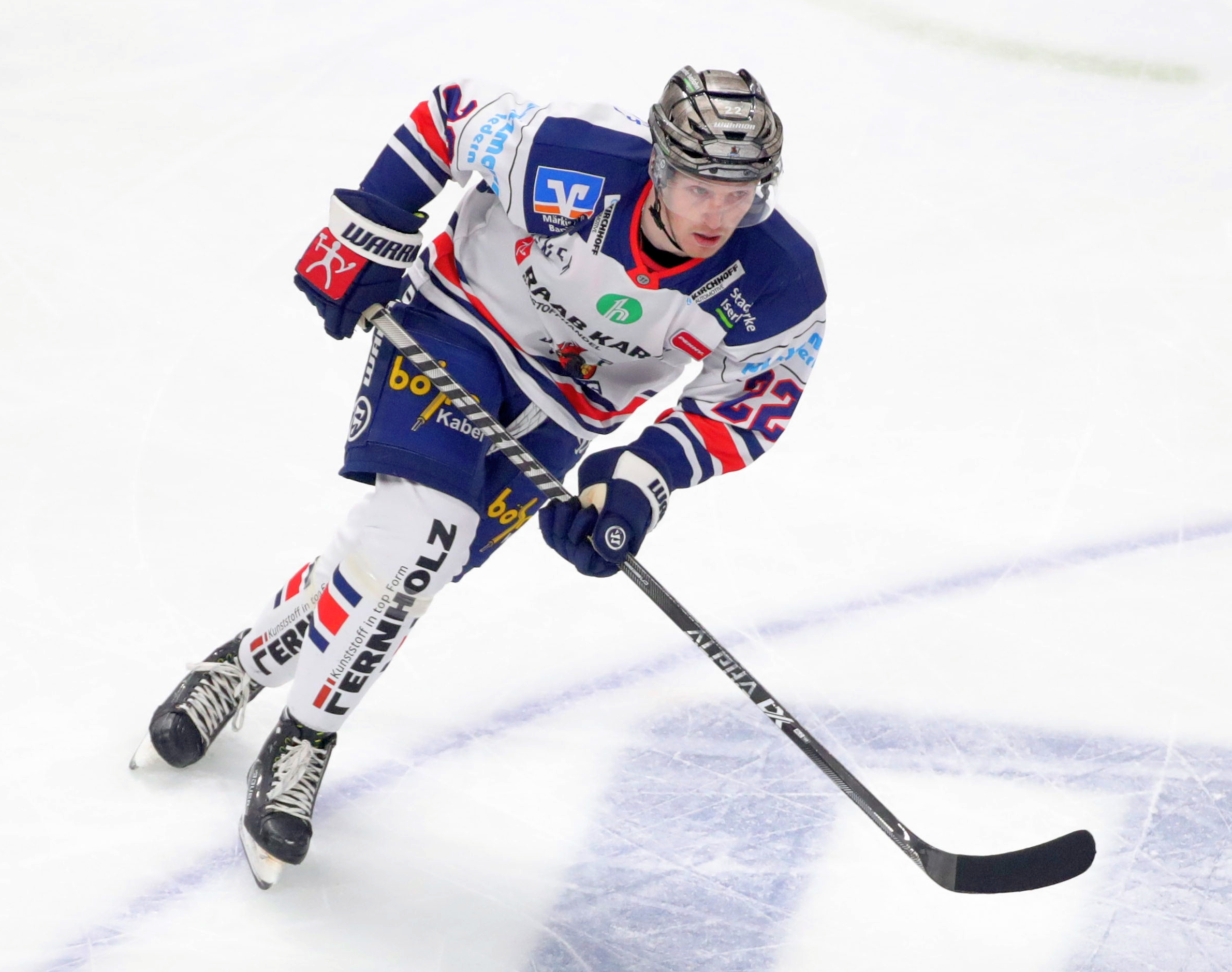
Broda im Trikot der Iserlohn Roosters (2022)

John Broda durchlief zunächst die Nachwuchsmannschaften seines Heimatvereins ES Weißwasser bis zur U19. Dort bildete er mit Luis Rentsch in der Saison 2017/18 das erfolgreichste Stürmer-Duo der DNL2. Beide sammelten in 38 Hauptrunden-Spielen jeweils 102 Scorerpunkte. Dadurch wurden auch die Jungadler Mannheim auf Broda aufmerksam. Ab der Spielzeit 2018/19 lief er, unter anderem an der Seite des späteren NHL-Spielers Tim Stützle, für deren U20-Team auf und gewann im Frühjahr 2019 die DNL-Meisterschaft. In der folgenden Saison war Broda mit 24 Toren in 35 Partien der zweiterfolgreichste Stürmer des Teams.
Als die DNL-Saison 2020/21 wegen der COVID-19-Pandemie unterbrochen worden war, verliehen ihn die Jungadler im Dezember 2020 an die Nürnberg Ice Tigers, sodass Broda erstmals in der Deutschen Eishockey Liga (DEL) auflaufen konnte. In seiner ersten Partie – gegen seinen ehemaligen Club Adler Mannheim – gelang ihm sein erstes DEL-Tor. Zur Saison 2021/22 wurde der Offensivspieler von den Iserlohn Roosters verpflichtet, bei denen er sich in den folgenden beiden Spielzeiten zum Stammspieler entwickelte. Anfang 2023 wurde seine Vertragslaufzeit daher bis zum Ende der Saison 2024/25 verlängert.
Nach dem Ende der Vertragszeit kehrte der Stürmer im Sommer 2025 zu seinem Heimatverein Lausitzer Füchse in die DEL2 zurück.

### International
Im Februar 2020 wurde John Broda erstmals in die Junioren-Nationalmannschaft des DEB berufen. Er bestritt vier Partien bei einem Turnier in Berlin und erzielte dabei zwei Tore und eine Vorlage.

## Erfolge und Auszeichnungen
- 2019 Meister der DNL mit den Jungadler Mannheim

## Karrierestatistik
Stand: Ende der Saison 2024/25
(Legende zur Spielerstatistik: Sp oder GP = absolvierte Spiele; T oder G = erzielte Tore; V oder A = erzielte Assists; Pkt oder Pts = erzielte Scorerpunkte; SM oder PIM = erhaltene Strafminuten; +/− = Plus/Minus-Bilanz; PP = erzielte Überzahltore; SH = erzielte Unterzahltore; GW = erzielte Siegtore; 1 Play-downs/Relegation; Kursiv: Statistik nicht vollständig)